# 国境離島警備隊

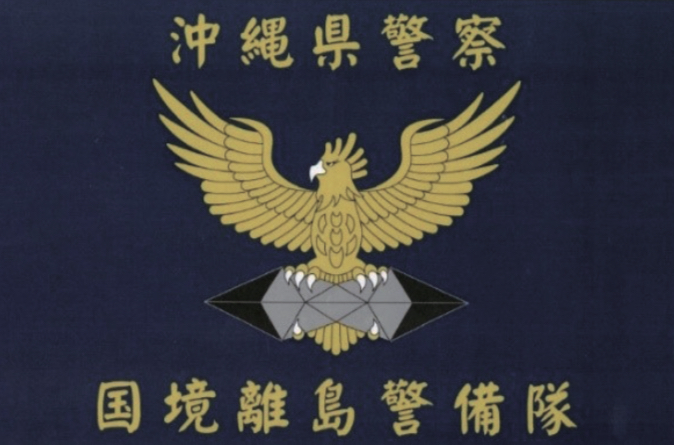
沖縄県警察国境離島警備隊旗

国境離島警備隊（こっきょうりとうけいびたい）は、領海基線を有する離島に係る警備活動を実施するための沖縄県警察及び福岡県警察の部隊。日本の国境警備隊の一種である。ただし、福岡県警は最大人員9名で、輸送支援のヘリコプターを所有するとしている。

## 来歴
1972年の沖縄返還以降、尖閣諸島を含む沖縄県は、「我が国固有の領土」として日本により統治されている。これに対して、中華人民共和国と中華民国は、それぞれ尖閣諸島の領有権を主張している。
特に中国は、2008年に自国公船を尖閣諸島の領海に侵入させたのを端緒として、公船による領海侵入・遊弋や漁船による体当たり、軍用機による領空侵犯や戦闘機による自衛隊機への異常接近など、敵対的・高圧的な不法行為を頻発させている。領有権主張団体による不法上陸事件も発生しており、2012年8月には香港活動家尖閣諸島上陸事件、また2016年3月には中国の活動家の上陸事件が発生して、それぞれ沖縄県警察により検挙された。
これに対し、沖縄県警察では、平成27年（2015年）度から数十名規模の機動隊員を海上保安庁の巡視船に同乗させ、警戒に当たってきた。その後、離島警備の専従部隊として設置されたのが本部隊である。

## 編成
国境離島警備隊は、沖縄県警の警備部に2020年（令和2年）4月、151人で発足した。隊長は、警視正。国境離島警備隊の経費は、全額国庫負担となっている。所掌事務は、以下のとおり。
- 国境離島に係る警備実施及び警戒警備に従事すること。
- 国境離島に係る警備訓練に関すること。
- 警察用航空機の運航及び整備に関すること（生活安全部地域課の所掌に属するものを除く。）
- 前3号に掲げるもののほか、国境離島警備に係る警備部内の他の所掌に属しないこと。

国境離島警備隊は、相手を制圧する専門訓練を受けた隊員、導入する大型ヘリコプターの操縦士などで構成され、沖縄本島に常駐する。任務上、遮蔽のない自然環境での武装集団への対応が想定されることから、既存の特殊急襲部隊（SAT）とはまた異なる状況を想定しての訓練を重ね、高度な能力の獲得を目標としている。国境離島警備においては従来の警察力では対応困難な武装を有する集団への対応も想定されるが、SATの場合、搭乗するヘリコプターがロケット弾の射撃を受けたのに対して制圧射撃を行う状況なども想定し、自らを上回る装備を有するテロリストに対しても、奇襲性などを活用して重装備を使わせないようにしつつ制圧するといった訓練を、遅くとも1990年代から行っている。
万一、漁民に偽装した武装集団が離島に不法に上陸した場合、自動小銃やボディアーマーを装備した隊員がヘリコプターで現地に急行し、武装集団を摘発することを想定する。福岡県警にもEC225LP大型ヘリコプターが配備され、沖縄県警と共に隊員輸送などを担当する。また警察庁の調達資料では、ウエットスーツなどのスクーバ器材や警備用ボートの導入が盛り込まれており、SATのOBである伊藤鋼一は、アメリカ海兵隊などで訓練を受けた可能性を指摘している。
なお中国は、中国海警局や中国人民軍海上民兵による海上グレーゾーン作戦という形で、日本政府が自衛隊に防衛出動を命令できない程度の低烈度にとどめつつ権益主張を行使する可能性が指摘されており、その場合、まずは警察力で対応することとなる。このようなグレーゾーン作戦に適切に対抗するには、警察力から自衛隊による対応へとシームレスに移行することが重要であり、従来より海上保安庁・海上自衛隊・警察庁による訓練が重ねられてきたが、2021年11月には、五島列島津多羅島において、これらに本部隊も加わっての共同訓練が行われた。また2022年11月には、同地で更に陸上自衛隊の水陸機動団も参加しての共同訓練が行われ、迷彩服を着用した隊員が海上保安庁のボートから上陸して、格闘などを行う様子が確認された。